# Marsamxett Harbour

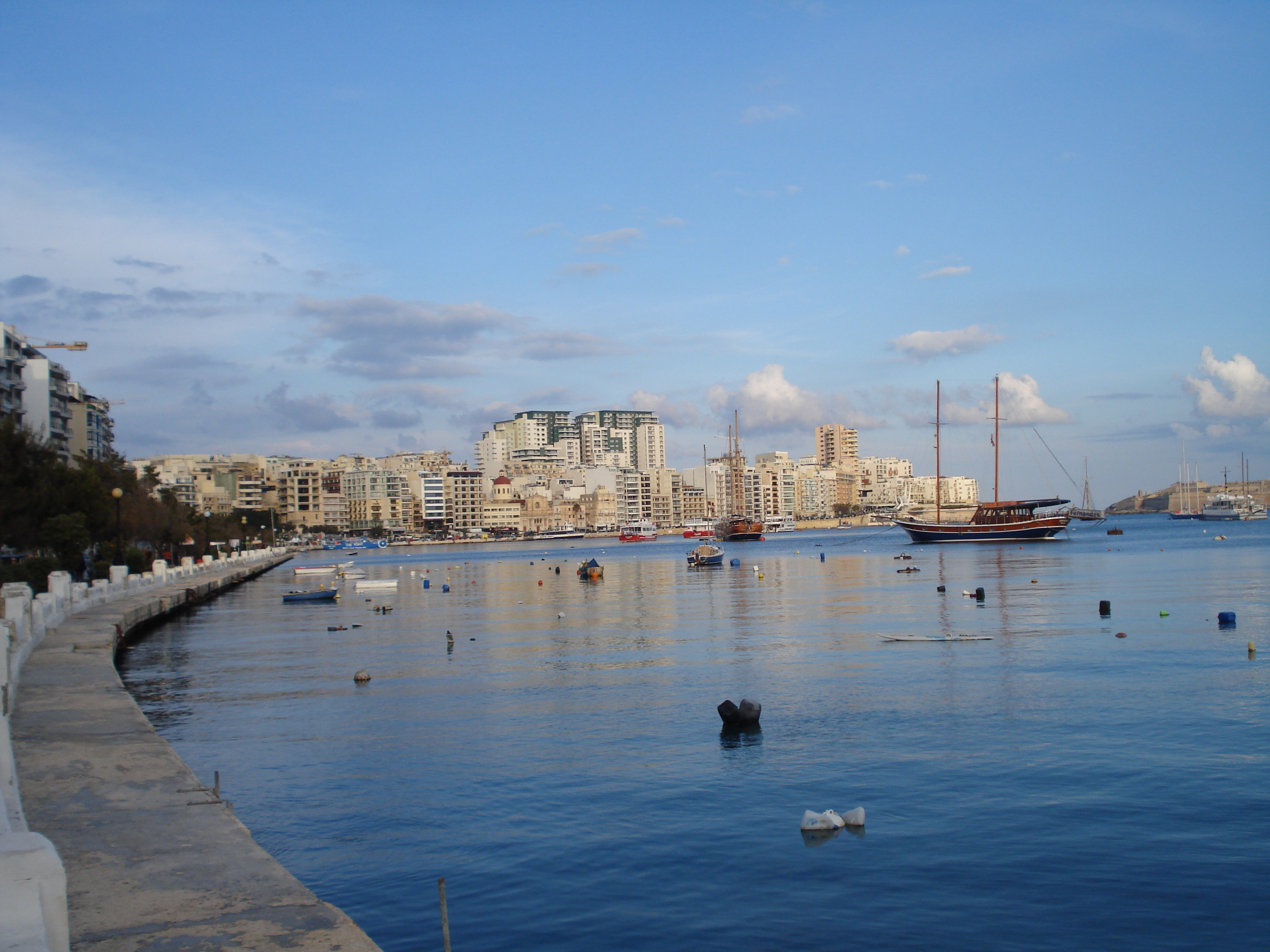
Marsamxett Harbour

Marsamxett Harbour (Maltees: Port ta' Marsamxett) is een haven in het oosten van Malta. Het is de noordelijke van de twee natuurlijke havens van Valletta. Marsamxett Harbour wordt van de zuidelijke Grand Harbour gescheiden door het schiereiland waarop de stad Valletta is gebouwd. De haven wordt in het noorden begrensd door de steden Gżira en Sliema, en verder landinwaarts, in het westen, door de steden Ta' Xbiex, Msida en Pietà.
Waar in Grand Harbour voornamelijk grotere (cruise)schepen aanmeren, wordt de haven van Marsamxett vooral door de recreatievaart gebruikt.
Het herbergt een aantal jachthavens (in Msida and Ta' Xbiex) en vormt het vertrekpunt (vanuit Sliema) voor toeristische bootexcursies en de havenferry tussen Sliema en Valletta.
In de haven ligt Manoel Island, een eiland waarop het 18e-eeuwse Fort Manoel werd gebouwd. Het eiland bezat sinds 1643 een ziekenhuisgebouw (lazzaretto) en werd in het verleden gebruikt om mensen met besmettelijke ziekten als cholera en pest in quarantaine te plaatsen. Manoel Island is, bij Gzira, via een kleine brug verbonden met het hoofdeiland.